# HMS Fernie (L11)
«Ферні» (L11) (англ. HMS Fernie (L11) — військовий корабель, ескортний міноносець типу «Хант» «I» підтипу Королівського військово-морського флоту Великої Британії часів Другої світової війни.
«Ферні» закладений 8 червня 1939 року на верфі компанії John Brown & Company у Клайдбанку. 9 січня 1940 року він був спущений на воду, а 29 травня 1940 року увійшов до складу Королівських ВМС Великої Британії.
Ескортний міноносець «Ферні» брав участь у бойових діях на морі в Другій світовій війні, діючи переважно біля берегів Західної Європи. Залучався до підтримки висадки морського десанту в Нормандії, супроводжував транспортні конвої союзників.
За проявлену мужність та стійкість у боях бойовий корабель заохочений чотирма бойовими відзнаками.

## Історія служби
У червні 1940 року «Ферні» вирушив до Портленда для тренувань, під час яких разом із британськими есмінцями «Атерстоун», «Гамблдон», «Інглфілд» та «Імоджен» він супроводжував мінні загороджувачі «Менестеус», «Порт-Напір», «Порт-Квебек» і «Саутерн принс» 1-ї ескадри мінних загороджень під час постановки ними першої частини Північного загородження північніше від Північної Рони в ході операції SN1. 12 липня 1940 року посилення німецької активності в Ла-Манші спонукало Королівський флот перенести свої навчання до Скапа-Флоу на Оркнейських островах, де у липні 1940 року «Ферні» завершив їх і перейшов до флотилії, що базувалася в Ширнессі. Корабель входив до угруповання сил флоту, яке відповідало за патрулювання та захист конвоїв у Ла-Манші та вздовж східного узбережжя Великої Британії.
22 березня 1941 року разом з есмінцями «Інтрепід», «Ікарус», «Імпалсів» та ескортними міноносцями «Тайндейл» і «Клівленд» забезпечував прикриття мінних постановок між Гавром та Шербуром.
У серпні 1942 року брав участь у підтримці операції «Ювілей» з висадки морського десанту в Дьєппі. Разом з «Олбрайтон», «Берклі», «Блісдейл» та «Кальпе» піддався важкому бомбардуванню авіації Люфватффе. 20 серпня прикривав відхід вцілілих сил після провалу морської десантної операції.
У другій половині 1942 року «Ферні» діяв у складі 21-ї флотилії есмінців — до якої також були приписані однотипні кораблі «Каттісток», «Коттесмор», «Блінкантра», «Гарт», «Голдернесс», «Мендіп», «Мейнелл» і «Пітчлі» — що базувалися в Ширнессі, для чергування з супроводу конвоїв між гирлом Темзи та Ферт-оф-Форт.